# His Royal Slyness
His Royal Slyness é um curta-metragem norte-americano de 1920, do gênero comédia, estrelado por Harold Lloyd.

## Elenco

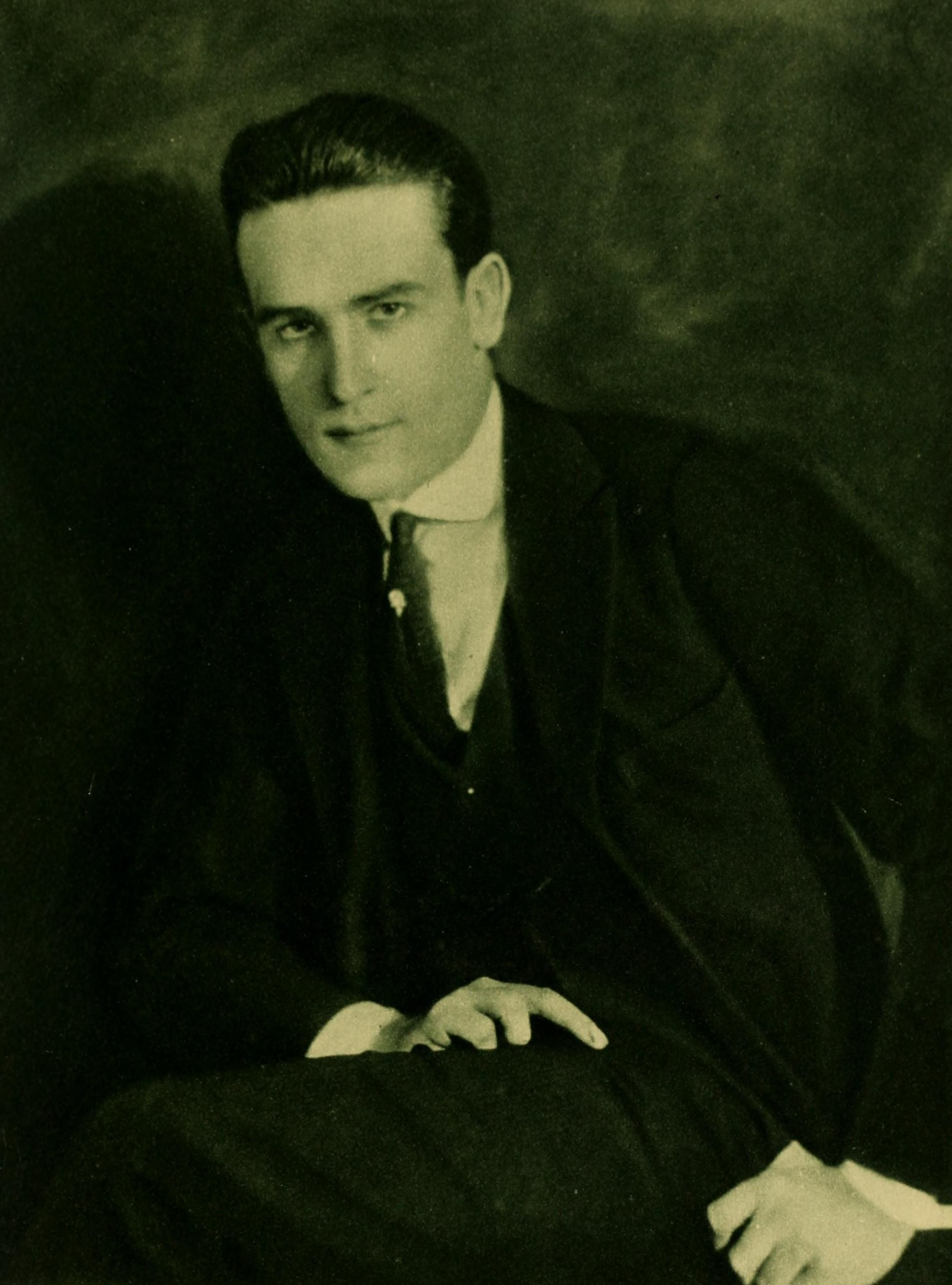
Harold Lloyd

- Harold Lloyd
- Mildred Davis
- Snub Pollard
- Gus Leonard
- Noah Young
- Gaylord Lloyd
- Sammy Brooks
- William Gillespie
- Helen Gilmore
- Estelle Harrison
- Wallace Howe
- Marie Mosquini
- Robert Emmett O'Connor
- Charles Stevenson